# Sahara (1943)
Sahara ist ein US-amerikanischer Kriegsfilm des Regisseurs Zoltan Korda aus dem Jahr 1943. Der Film basiert auf einer Erzählung von Philip McDonald nach dem sowjetischen Film Trinadzat (1937) von Michail Romm.

## Handlung
Auf dem Rückzug vor den deutschen Truppen in Nordafrika wird ein M3-Panzer von seiner Einheit getrennt. An einem ausgebombten Feldlazarett sammelt die Besatzung eine Schar Nachzügler auf, darunter ein britischer Arzt und einen Soldaten des freien Frankreichs. Später begegnen sie einem sudanesischen Soldaten, der einen italienischen Gefangenen mit sich führt. Zudem schießen sie ein deutsches Flugzeug ab und nehmen dessen mit dem Fallschirm abgesprungenen Piloten gefangen.
Auf der Karte des Kommandanten Gunn ist eine Oase vermerkt, zu der die Gruppe zurück muss, da sie nur noch wenig Wasser hat. Sie finden die Oase, doch es ist kaum noch Wasser vorhanden. Kurz darauf kommt ein deutsches Kettenfahrzeug. Die Gruppe legt einen Hinterhalt und tötet fast alle Besatzungsmitglieder des Fahrzeugs. Die zwei Überlebenden berichten, dass hinter ihnen ein deutsches Bataillon im Anmarsch sei, um Wasser zu suchen. Gunn entschließt sich, das Bataillon aufzuhalten, während einer aus der Gruppe mit dem deutschen Fahrzeug Hilfe holen soll. Die beiden Deutschen werden freigelassen mit einem Angebot an die heranrückenden deutschen Truppen: Gewehre gegen Wasser.
Als die Deutschen herangekommen sind, ist die Oase komplett ausgetrocknet. Gunn verhandelt mit den Deutschen, um Zeit zu gewinnen, und behauptet, die Oase sei voller Wasser. Die Deutschen greifen an und werden immer wieder zurückgeschlagen. Aber ein Verteidiger nach dem anderen wird getötet. Zum Schluss werfen die vor Durst wahnsinnigen Deutschen die Waffen weg und kriechen kurzerhand zur Quelle. Überrascht bemerkt Gunn, dass ein deutsches Geschoss durch seine Explosion eine weitere Quelle geöffnet hat. Gunn und der einzig weitere überlebende Alliierte entwaffnen die trinkenden Deutschen. Dann marschieren sie mit ihnen nach Osten. Ihnen kommen alliierte Truppen entgegen mit dem ausgeschickten Kurier an der Spitze. Sie erhalten die Nachricht von Montgomerys Sieg in der ersten Schlacht von El Alamein.

## Hintergrund
Vor seiner Karriere als Schauspieler war Bruce Bennett Sportler. Als Kugelstoßer gewann er bei den Olympischen Spielen 1928 in Amsterdam die Silbermedaille. Damals startete er noch unter seinem Namen Herman Harold Brix.
Der Komponist Miklós Rózsa gewann in seiner Karriere drei Oscars (1946, 1948 und 1960), ebenso wie der Orchesterleiter Morris Stoloff (1945, 1947 und 1961). Auch der Filmeditor Charles Nelson gehörte später zu den Oscarpreisträgern. Er gewann seine Statue 1956.
Gedreht wurde in den Wüsten Kaliforniens und Arizonas. Seine Deutschland-Premiere hatte der Film am 30. Januar 1974 im deutschen Fernsehen. Der Film lief dort nur im Original mit Untertiteln. Ein Remake wurde 1995 für das US-amerikanische Fernsehen unter dem gleichen Titel gedreht. Unter der Regie von Brian Trenchard-Smith spielte James Belushi Bogarts Rolle des Panzerkommandanten.

## Kritiken
Der film-dienst beschreibt den Film als einen „Durchhaltefilm aus dem Jahre 1943, der dank der nüchternen Gestaltung und dem hervorragenden Humphrey Bogart beachtenswert geblieben ist“. Cinema fand den Film „[n]üchtern inszeniert, großartig gespielt und frei von jeder Kriegsverklärung“. Hauptdarsteller Humphrey Bogart „siegt (darstellerisch) auf ganzer Linie“.

## Auszeichnungen
Oscarverleihung 1944
- Nominierungen:
  - Bester Nebendarsteller – J. Carroll Naish
  - Beste Kamera (Schwarzweiß) – Rudolph Maté
  - Bester Ton – John P. Livadary